# Festival Internacional de Cinema de Cartagena de Indias
El Festival Internacional de Cinema de Cartagena d'Índies - FICCI - és un espai cultural cinematogràfic de caràcter internacional que es duu a terme des de l'any 1959 en Cartagena de Indias, Colòmbia. El festival es va celebrar en 2018 del 28 de febrer al 05 de març i va tenir en el seu repertori 140 pel·lícules de 36 països.
El festival es realitza anualment per la Corporació Festival de Cinema de Cartagena, atorgant l'estatueta l'Índia Catalina, i potser és del cinema Iberoamericà l'únic festival de la regió que ostenta el caràcter competitiu especialitzat per al cinema iberoamericà, condició que li va ser atorgada per la Federació Internacional d'Associacions de Productors Cinematogràfics (en francès: Fédération Internationale des Associations de Producteurs de Films, FIAPF).

## Direcció del Festival
- Hernán Piñeres: President de la Junta Directiva.
- Lina Rodríguez: Directora General.
- Diana Bustamante: Directora Artística.

## Història del festival

### Orígens
En 1959, un grup d'empresaris i personalitats del món cultural de Cartagena, encapçalat per Víctor Nieto Núñez, inicia els contactes amb la Federació Internacional d'Associacions de Productors Cinematogràfics, a través de l'Ambaixada de Colòmbia a París (França), amb la finalitat d'organitzar un festival internacional de cinema, aprofitant els avantatges comparatius oferts per Cartagena, nova seu del desenvolupament turístic nacional, gràcies a les seves fortaleses històriques i belleses naturals.
Al llarg del segle XX Cartagena havia estat un escenari fonamental per al desenvolupament del cinema i la cultura colombiana. La ciutat, a més de disputar-se amb Bucaramanga la seu de la primera projecció cinematogràfica a finalitats del segle xix, va experimentar a principis del segle XX una reactivació econòmica que la va treure de la prolongada prostració demogràfica i econòmica derivada dels successos independentistes del segle xix.
Des de molt antic, amb el concurs de l'empresariat local, es van obrir sales de cinema, en principi primitives i incòmodes, que després, amb el curs del temps van millorar la seva capacitat i la seva influència en el marc de la sensibilitat urbana local.
El cinema colombià i el cinema llatinoamericà comparteixen una de les dificultats centrals del desenvolupament de la majoria dels cinemes nacionals.
L'absència de promoció i divulgació de realitzadors i obres, el coneixement i reconeixement dels públics dels seus propis països i la falta d'un mercat nacional que permeti la supervivència i expansió del cinema nacional com a indústria, fan del festival de cinema un escenari especial no només per a enfrontar, en forma creixentment reeixida, tals problemes comuns a la cinematografia de l'àrea, sinó per a procurar especialment el desenvolupament industrial del cinema colombià.

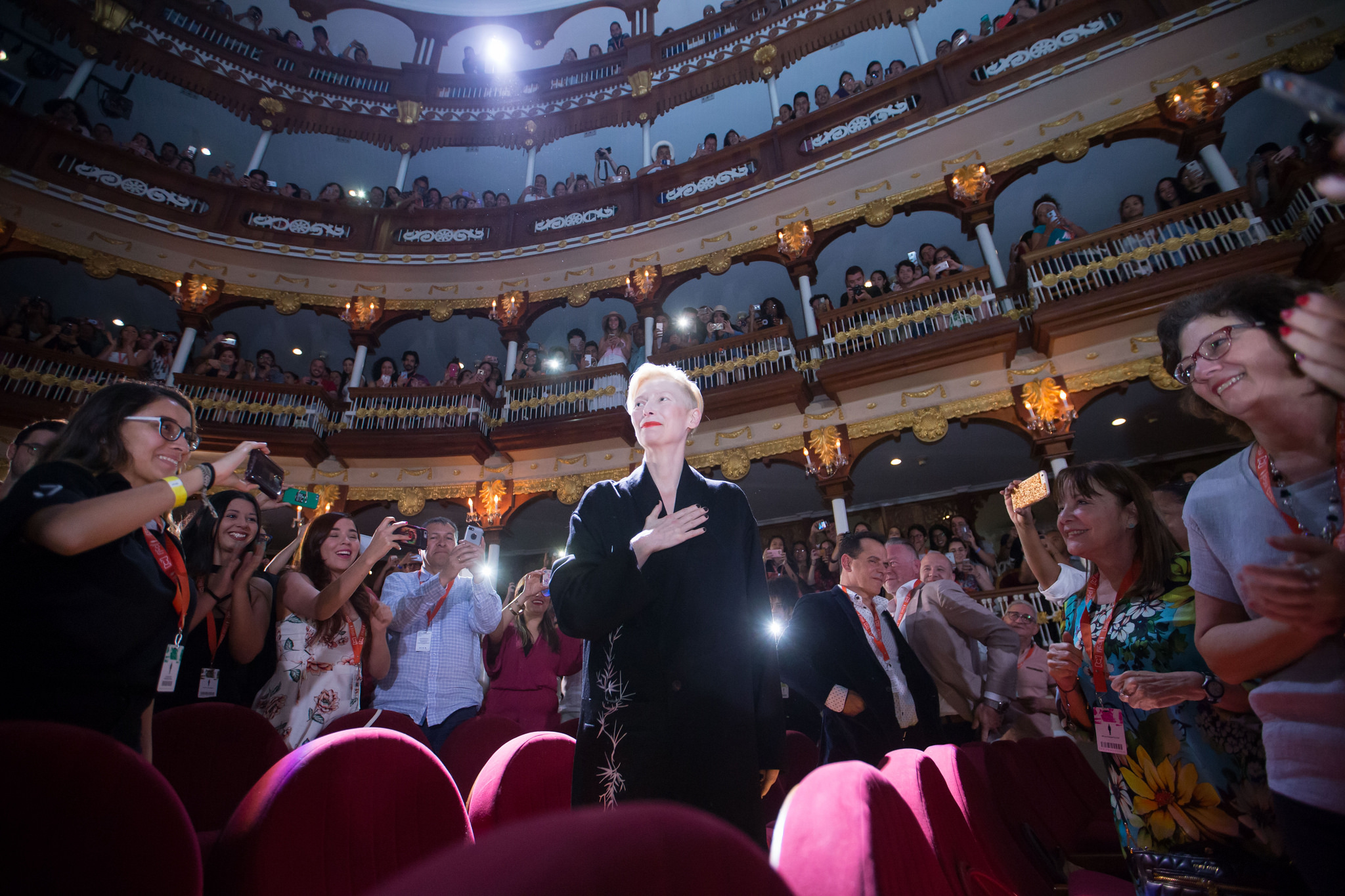
L'actriu britànica Tilda Swinton durant el seu tribut al FICCI 58 (2018).

Per a això, s'acura per la seva mostra i promoció nacional i internacional, pel seu estímul a acords de coproducció i producció, per la seva capacitat relacional de tots els estaments del món del cinema colombià (productors, realitzadors, actors, actrius, guionistes, crítics, cineclubistes, mitjans d'informació, etc.) i per la discussió de nous projectes cinematogràfics i la formació de públics.
Pel seu caràcter, definit en els anys setanta, el Festival promou la diversitat cultural, en propiciar i realitzar l'exhibició d'obres dels països iberolatinoamericanos i del Carib, la més àmplia recepció i discussió de les obres, històries, tendències i realitzacions dels cinemes nacionals d'aquesta part del món que signifiquen, les obres en si, representacions artístiques identitàries dels països participants.Donats els criteris de selecció del festival, cada pel·lícula participant constitueix un genuí missatge d'identitat, presentat a través d'un relat cinematogràfic, en el qual es transmeten valors bàsics del ser nacional i llatinoamericà, i de la vida social i quotidiana dels pobles i les nacions representats, les apropiacions de la memòria històrica i les representacions de la viva contemporaneïtat.

## Característiques

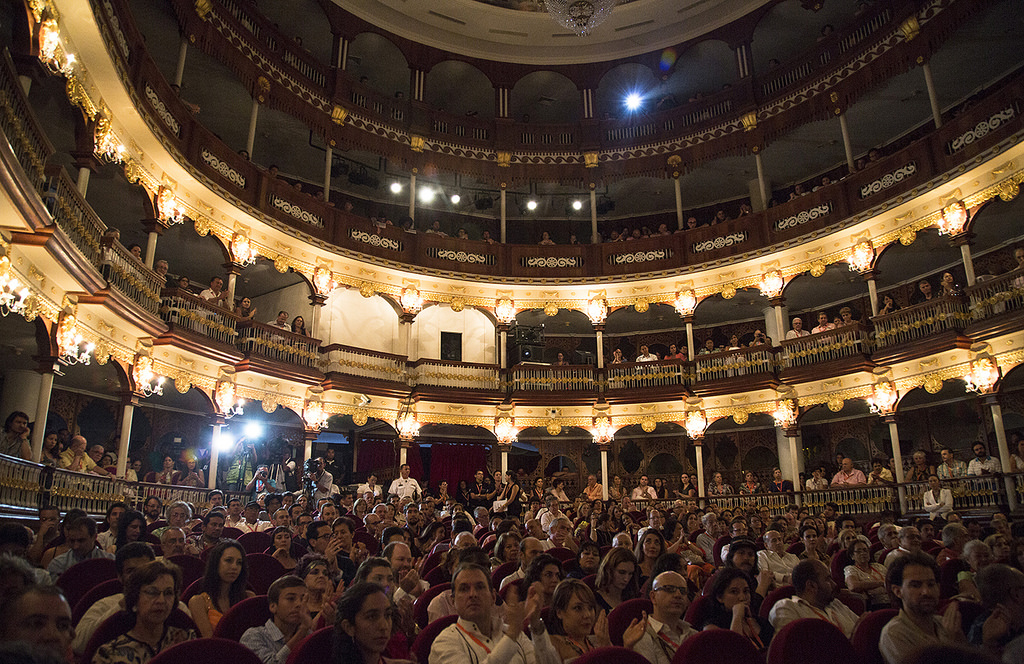
Teatre Adolfo Mejía, una de les seus principals del Festival.

En el festival s'exhibeixen al voltant de 140 pel·lícules, algunes de les quals tenen la seva estrena mundial durant l'esdeveniment. El guanyadors són triats per un jurat internacional.
El festival també realitza premiaciones especials per al cinema i la televisió de Colòmbia, aquesta última es realitza des de 1984 i l'any 2007 va augmentar el nombre de categories premiades en 19. També compta amb una competència de curtmetratges iberoamericans i vídeo de joves creadors colombians.
La premiación del festival és transmesa pel Canal RCN que dona major rellevància en la seva transmissió a la premiación de programes de televisió.
Les seccions competitives del festival són unes de les principals finestres per a l'exhibició i circulació del cinema en el continent. En les més recents edicions del FICCI, han estat premiades produccions com Boi Neon de Gabriel Mascaro, Ixcanul de Jayro Bustamante, La Once de Maite Alberdi, Tabú de Miguel Gomes, El estudiante de Santiago Mitre, Post mortem de Pablo Larraín, Gigante d'Adrián Biniez (Uruguai), entre d'altres.
Addicionalment, el festival ha mostrat un gran compromís amb la promoció del cinema fet a Colòmbia, llançant i donant suport a pel·lícules que tenen la seva estrena mundial o llatinoamericana en l'esdeveniment. Sota aquesta òptica pel·lícules com Los nadie de Juan Sebastián Mesa (Venècia, 2016), Alias María de José Luis Rugeles (Cannes, 2015), Los colores de la montaña de Carlos César Arbeláez (Sant Sebastià, 2010), Chocó de Jhonny Hendrix Hinestroza (Berlín, 2012), o Roa d'Andrés Baiz (Chicago, 2014), han estat les produccions encarregades d'inaugurar el FICCI en les seves últimes edicions.

### Criteris de selecció

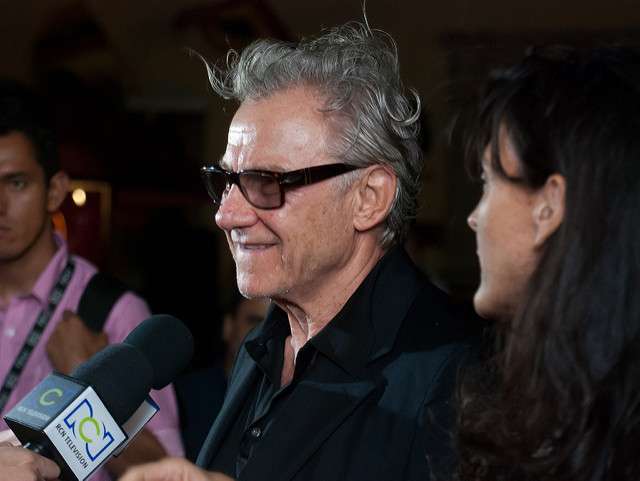
L'actor Harvey Keitel en l'edició 53 del festival.

Des dels seus inicis, el Festival de Cinema de Cartagena ha donat la prioritat en la selecció de les pel·lícules a les que promouen els temes de la identitat cultural dels països d'iberoamèrica, com la vida social i la quotidianitat de les nacions que representen. Tot això, amb la finalitat de promoure la germanor entre els pobles de la regió, reconèixer la seva diversitat cultural i audiovisual i subratllar el dret a les imatges i històries pròpies.

## Puerto Lab i Puerto FICCI
Dins de l'oferta d'activitats i esdeveniments destacats en el festival, destaquen PuertoLab i Puerto FICCI.
Puerto Lab és un premi de postproducció, en una iniciativa del Festival Internacional de Cinema de Cartagena d'Índies, que busca donar suport a directors iberoamericans en les seves primeres pel·lícules i fer possible la finalització d'aquestes. En la més recent edició de PuertoLab es van inscriure 112 cintes iberoamericanes de directors de primeres, segones i terceres pel·lícules.
D'altra banda Puerto FICCI és un espai per als qui des dels seus diversos oficis en el sector audiovisual, troben el lloc per a reflexionar, instruir-se, intercanviar, sortejar, vendre, diversificar i ampliar les seves idees a partir de l'intercanvi. La iniciativa està palanquejada en el networking, els projectes, les pel·lícules en procés de terminació i les classes magistrals amb experts.
Any rere any, durant el festival, en cada cantonada de Cartagena neixen noves idees, es tanquen negocis de la indústria del cinema, se signen acords, es troben directors amb productors de diversos països del nostre continent, es fan aliances, socis i amics i, el millor, neixen noves pel·lícules. Puerto FICCI promou la construcció d'aquesta bastimentada per a continuar somiant amb la possibilitat de crear un cinema amb una identitat que porti la marca del festival.

## Cinema als Barris
Cinema als Barris, com ho van somiar els seus fundadors Víctor Nieto i Jorge García Usta, és un espai alternatiu de trobada entre les comunitats, el cinema i els seus realitzadors.
El FICCI aposta per la inclusió a través de Cinema als Barris, expandint l'experiència del cinema per a portar més de 70 curtmetratges procedents dels més diversos racons del planeta a corregimientos de Cartagena i municipis de Bolívar.
Alguns llargmetratges en competència i fora d'ella, són projectats a escoles, universitats, fundacions, presons, hospitals, esglésies, biblioteques, asils i centres culturals durant la setmana del festival en una experiència única que reuneix realitzadors, productors, actors i públic.

## Convidats al Festival
Cada any el festival convida a reconeguts personatges de la indústria audiovisual, i es realitzen activitats que giren entorn d'ells i al seu impacte al cinema a nivell mundial a través de les seves filmografies. Aquesta és la llista de convidats especials en les últimes edicions del FICCI:
| Any  | Edició | Nom                         | Professió |
| ---- | ------ | --------------------------- | --- |
| 2018 | 58     | Tilda Swinton               | Actriu i model britànica, guanyadora del Premi Óscar i el BAFTA                                                                           |
| 2018 | 58     | Maribel Verdú               | Actriu espanyola, guanyadora de dos Premis Goya                                                                                           |
| 2018 | 58     | Bruno Dumont                | Director de cinema francès |
| 2018 | 58     | Owen Wilson                 | Actor de cinema, humorista i guionista estatunidenc.                                                                                      |
| 2017 | 57     | Denis Lavant                | Actor francès |
| 2017 | 57     | Vincent Cassel              | Actor de cinema francès |
| 2017 | 57     | Apichatpong Weerasethakul   | Director, productor i guionista de cinema independent tailandès.                                                                          |
| 2016 | 56     | Susan Sarandon              | Actriu i productora estatunidenca de cinema i televisió. Guanyadora de l'Óscar en 1995 per Dead Man Walking                               |
| 2016 | 56     | Brillante Mendoza           | Director de cinema filipí. |
| 2016 | 56     | Luis Ospina                 | Director, muntatgista, guionista i productor de cinema colombià, reconegut per integrar el mític grup de Caliwood.                        |
| 2016 | 56     | Gaspar Noè                  | Guionista i Director de cinema argentí radicat a França                                                                                   |
| 2016 | 56     | Sharunas Bartas             | Director de cinema lituà. |
| 2016 | 56     | Viktor Kossakovsky          | Director de cinema Rus. |
| 2015 | 55     | Michael Fitzgerald          | Productor estatunidenc de cinema independent.                                                                                             |
| 2015 | 55     | Darren Aronofsky            | Director de cinema estatunidenc, reconegut per pel·lícules com Requiem for a Dream, Black Swan i The Westler.                             |
| 2015 | 55     | Pablo Trapero               | Director de cinema argentí. És un dels màxims exponents del nou cinema argentí sorgit a mitjan anys noranta.                              |
| 2015 | 55     | Kim Ki-duk                  | Director de cinema sud-coreà, un dels més coneguts representants de l'avantguarda cinematogràfica d'aquest país.                          |
| 2015 | 55     | Raymond Depardon            | Fotògraf i cineasta francès, fundador de l'agència Gamma.                                                                                 |
| 2015 | 55     | Rodrigo García Barcha       | Director de televisió i cinema colombià, fill de l'escriptor colombià Gabriel García Márquez.                                             |
| 2014 | 54     | Clive Owen                  | Actor britànic reconegut per pel·lícules com Inside Man, Children of men i Closer.                                                        |
| 2014 | 54     | Alejandro González Iñárritu | Director de cinema mexicà, guanyador de l'Oscar per les seves pel·lícules Birdman i The Revenant.                                         |
| 2014 | 54     | Abbas Kiarostami            | Director de cinema, guionista, productor i fotògraf iranià, considerat un dels més influents i controvertits de l'Iran postrevolucionari. |
| 2014 | 54     | Pawel Pawlikowski           | Director de cinema polonès, guanyador de l'Oscar a Millor pel·lícula estrangera per Ida.                                                  |
| 2014 | 54     | John Sayles                 | Escriptor, director i guionista estatunidenc de cinema independent.                                                                       |
| 2013 | 53     | Harvey Keitel               | Actor estatunidenc conegut per pel·lícules com Mean Streets, Taxi Driver i Reservoir Dogs.                                                |
| 2013 | 53     | Aaron Eckhart               | Actor estatunidenc conegut per pel·lícules com The Dark Knight, The Wickerman i Thank You for Smoking.                                    |
| 2013 | 53     | Julio Medem                 | Director, guionista i productor de cinema espanyol.                                                                                       |
| 2013 | 53     | Paul Schrader               | Guionista i director de cinema estatunidenc.                                                                                              |
| 2013 | 53     | Bel Borba                   | Dissenyador i artista gràfic/plàstic brasiler.                                                                                            |
| 2013 | 53     | Raoul Peck                  | Director haitià de documentals, nominat a l'Oscar.                                                                                        |
| 2013 | 53     | Cucu Diamantes              | Cantant i actriu cubana |
| 2013 | 53     | Catalina Sandino            | Actriu colombiana de cinema nominada a l'Oscar per María, llena eres de gracia.                                                           |
| 2013 | 53     | Eric Cantona                | Ex- futbolista francès dedicat al món del cinema i la publicitat.                                                                         |
| 2013 | 53     | Martina García              | És una actriu colombiana de cinema i televisió.                                                                                           |
| 2013 | 53     | Andrea Echeverri            | Cantant de rock colombiana reconeguda per liderar l'agrupació Aterciopelados.                                                             |
| 2012 | 52     | Gael García Bernal          | Actor, productor i director de cinema mexicà, guanyador del Globus d'Or.                                                                  |
| 2012 | 52     | Isabella Rosellini          | Actriu italoestadounidenca de cinema, filla de Roberto Rossellini i Ingrid Bergman.                                                       |
| 2012 | 52     | Álex de la Iglesia          | Director, productor i guionista de cinema espanyol.                                                                                       |
| 2012 | 52     | Rodrigo Santoro             | Actor de cinema i televisió brasiler. |
| 2012 | 52     | Roland Joffé                | Director de cinema franc-britànic d'origen jueu.                                                                                          |
| 2012 | 52     | Claire Denis                | Directora de cinema nascuda a França i professora de l'European Graduate School a Saas-Fee, Suïssa.                                       |
| 2012 | 52     | Héctor Babenco              | Cineasta brasiler d'origen argentí. |
| 2011 | 51     | Olivier Assayas             | Director, guionista i crític de cinema francès.                                                                                           |
| 2011 | 51     | Willem Dafoe                | Actor estatunidenc de cinema i teatre, coproductor i membre fundador de la companyia teatral The Wooster Group.                           |
| 2011 | 51     | Geraldine Chaplin           | Actriu britànica de cinema, filla de Charles Chaplin.                                                                                     |
| 2011 | 51     | Luis Tosar                  | Actor i cantant espanyol, guanyador en tres ocasions del Premi Goya.                                                                      |
| 2011 | 51     | Guillermo Arriaga           | Escriptor, productor i director cinematogràfic, conegut principalment pels guions de pel·lícules com Amores perros, 21 gramos, Babel,     |
| 2011 | 51     | Arturo Ripstein             | Director de cinema mexicà, naturalitzat espanyol.                                                                                         |

## Palmarès
Competència oficial iberoamericana.
Primers, segons o tercers llargmetratges iberoamericans de Ficció del director i que no hagin estat exhibits prèviament a Colòmbia:
| Any  | Edició | Pel·lícula             | Director                                | País                 |
| ---- | ------ | ---------------------- | --------------------------------------- | -------------------- |
| 2019 | 59     |                        |                                         |                      |
| 2018 | 58     | Cocote                 | Nelson Carlo de los Santos Arias        | República Dominicana |
| 2017 | 57     | Viejo Calavera         | Kiro Russo                              | Bolívia              |
| 2016 | 56     | Boi Neon               | Gabriel Mascaro                         | Brasil               |
| 2015 | 55     | Ixcanul                | Jayro Bustamante                        | Guatemala            |
| 2014 | 54     | Tierra en la lengua    | Rubén Mendoza                           | Colòmbia             |
| 2013 | 53     | Tabú                   | Miguel Gomes                            | Portugal             |
| 2012 | 52     | El estudiante          | Santiago Mitre                          | Argentina            |
| 2011 | 51     | Post mortem            | Pablo Larraín                           | Xile                 |
| 2010 | 50     | Gigante                | Adrián Biniez                           | Uruguai              |
| 2009 | 49     | Lake Tahoe             | Fernando Eimbcke                        | Mèxic                |
| 2008 | 48     | Maldeamores            | Carlitos Ruiz Ruiz i Mariem Pérez Riera | Puerto Rico          |
| 2007 | 47     | La edad de la peseta   | Pavel Giroud                            | Cuba                 |
| 2006 | 46     | La última luna         | Miguel Littín                           | Xile                 |
| 2005 | 45     | Sumas y restas         | Víctor Gaviria                          | Colòmbia             |
| 2004 | 44     | Carandiru              | Héctor Babenco                          | Brasil               |
| 2003 | 43     | Ciudad de Dios         | Fernando Meirelles                      | Brasil               |
| 2002 | 42     | Lavoura Arcaica        | Luiz Fernando Carvalho                  | Brasil               |
| 2001 | 41     | Eu Tu Eles             | Andrucha Waddington                     | Brasil               |
| 2000 | 40     | Garage Olimpo          | Marco Bechis                            | Argentina            |
| 2000 | 40     | Orfeu                  | Carlos Diegues                          | Brasil               |
| 1998 | 38     | Bajo bandera           | Juan José Jusid                         | Argentina            |
| 1993 | 33     | O Corpo                | José Antonio García                     | Brasil               |
| 1992 | 32     | Tacones lejanos        | Pedro Almodóvar                         | Espanya              |
| 1991 | 31     | Yo, la peor de todas   | María Luisa Bemberg                     | Argentina            |
| 1990 | 30     | La Tigra               | Camilo Luzuriaga                        | Equador              |
| 1986 | 26     | Visa USA               | Lisandro Duque Naranjo                  | Colòmbia             |
| 1985 | 25     | Oriana                 | Fina Torres                             | Veneçuela            |
| 1979 | 19     | El pez que fuma        | Román Chalbaud                          | Veneçuela            |
| 1977 | 17     | Cantata de Chile       | Humberto Solás                          | Cuba                 |
| 1976 | 16     | Furtivos               | José Luis Borau                         | Espanya              |
| 1974 | 14     | Los siete locos        | Leopoldo Torre Nilsson                  | Argentina            |
| 1973 | 13     | Espejismo              | Armando Robles Godoy                    | Perú                 |
| 1972 | 12     | Juan Lamaglia y Sra.   | Raúl de la Torre                        | Argentina            |
| 1969 | 9      | El dependiente         | Leonardo Favio                          | Argentina            |
| 1962 | 2      | El pagador de promesas | Anselmo Duarte                          | Brasil               |
| 1961 | 1      | La cucaracha           | Ismael Rodríguez                        | Mèxic                |